# Scleralcyonacea
Ordre
Les Scleralcyonacea sont un ordre d'octocoraux (groupe de cnidaires sessiles).

## Description et caractéristiques
Ces animaux sont des cnidaires, cousins des coraux. Il s'agit, comme eux, de colonies clonales de petits polypes, qui construisent un squelette commun, qui peut être dur (en carbonate de calcium : ce sont les « gorgones ») ou mou (protéique : ce sont les « coraux mous »). On distingue cependant les alcyonaires au fait que leurs polypes ont huit bras (ou un multiple de huit), contrairement aux coraux « vrais » (Scleractinia ou Madréporaires), qui en ont six (ou un multiple de six). Les octocoraux ne devraient donc pas être appelés « coraux », même si de nombreux noms vernaculaires sont ambigus comme, par exemple, le « corail rouge » qui est une gorgone. 
Ce groupe contient aussi des animaux appelés « coraux bleus » (Helioporidae) et « pennatules » (super-famille Pennatuloidea, en forme de plumes ou de carottes), jadis rangés à part, ainsi que le célèbre « corail rouge de Méditerranée » (Corallium rubrum). 
Ces animaux n'ont pas (ou peu) de zooxanthelles, et n'ont donc en général pas besoin de lumière pour leur croissance : en conséquence, on les trouvera en abondance dans la pénombre (tombants, grottes, déclivités) ainsi qu'en grande profondeur.

## Répartition
Les espèces de cet ordre ont une répartition cosmopolite dans les eaux peu profondes à profondes.

## Liste des familles
Selon World Register of Marine Species (21 février 2024) :
- famille Aulopsammiidae Reuss, 1854
- famille Briareidae Gray, 1859
- famille Chelidonisididae Heestand Saucier, France & Watling, 2021
- famille Chrysogorgiidae Verrill, 1883
- famille Coralliidae Lamouroux, 1812
- famille Cornulariidae Dana, 1846
- famille Dendrobrachiidae Brook, 1889
- famille Ellisellidae Gray, 1859
- famille Erythropodiidae Kükenthal, 1916
- famille Helioporidae Moseley, 1876
- famille Ideogorgiidae McFadden, van Ofwegen & Quattrini, 2022
- famille Ifalukellidae Bayer, 1955
- famille Isidoidae Heestand Saucier, France & Watling, 2021
- famille Keratoisididae Gray, 1870
- famille Mopseidae Gray, 1870
- famille Parasphaerascleridae McFadden & van Ofwegen, 2013
- famille Parisididae Aurivillius, 1931
- Super-famille Pennatuloidea McFadden, van Ofwegen & Quattrini, 2022
  - famille Anthoptilidae Kölliker, 1880
  - famille Balticinidae Balss, 1910
  - famille Chunellidae Kükenthal, 1902
  - famille Echinoptilidae Hubrecht, 1885
  - famille Funiculinidae Gray, 1870
  - épi-famille Gyrophyllidae López-González,Drewery & Williams, 2022
  - famille Kophobelemnidae Gray, 1860
  - famille Pennatulidae Ehrenberg, 1834
  - famille Protoptilidae Kölliker, 1872
  - famille Pseudumbellulidae López-González in López-González & Drewery, 2022
  - famille Renillidae Gray, 1870
  - famille Scleroptilidae Jungersen, 1904
  - famille Stachyptilidae Kölliker, 1880
  - famille Umbellulidae Kölliker, 1880
  - famille Veretillidae Herklots, 1858
  - famille Virgulariidae Verrill, 1868
- famille Pleurogorgiidae Cairns, Cordeiro & Alderslade in Cairns et al., 2021
- famille Primnoidae Milne Edwards, 1857
- famille Sarcodictyonidae McFadden, van Ofwegen & Quattrini, 2022
- famille Spongiodermidae Wright & Studer, 1889

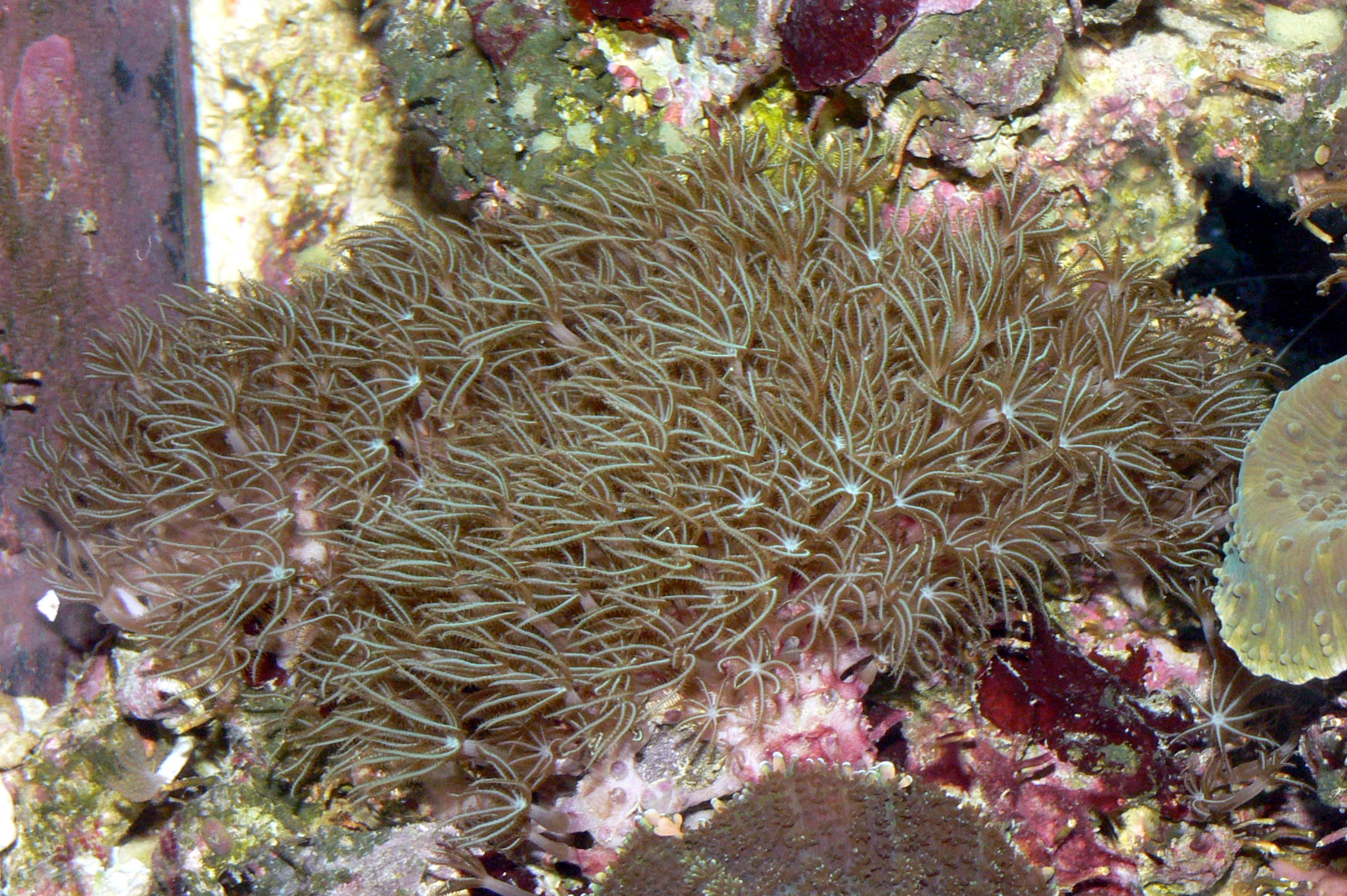
Briareum sp., un Briareidae.
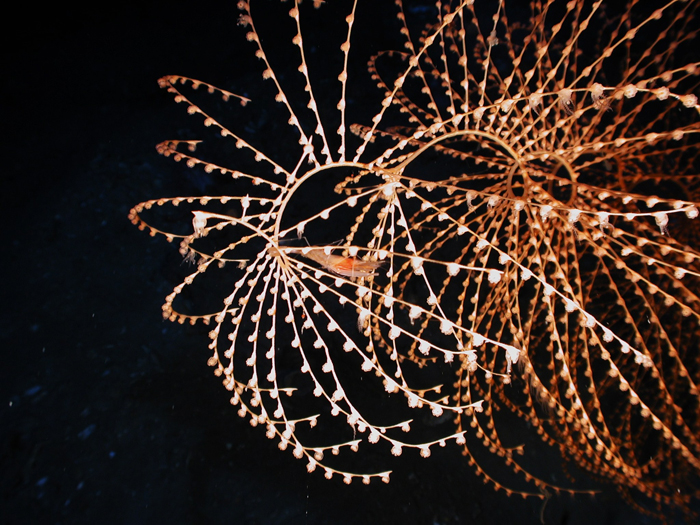
Iridigorgia sp., un Chrysogorgiidae.
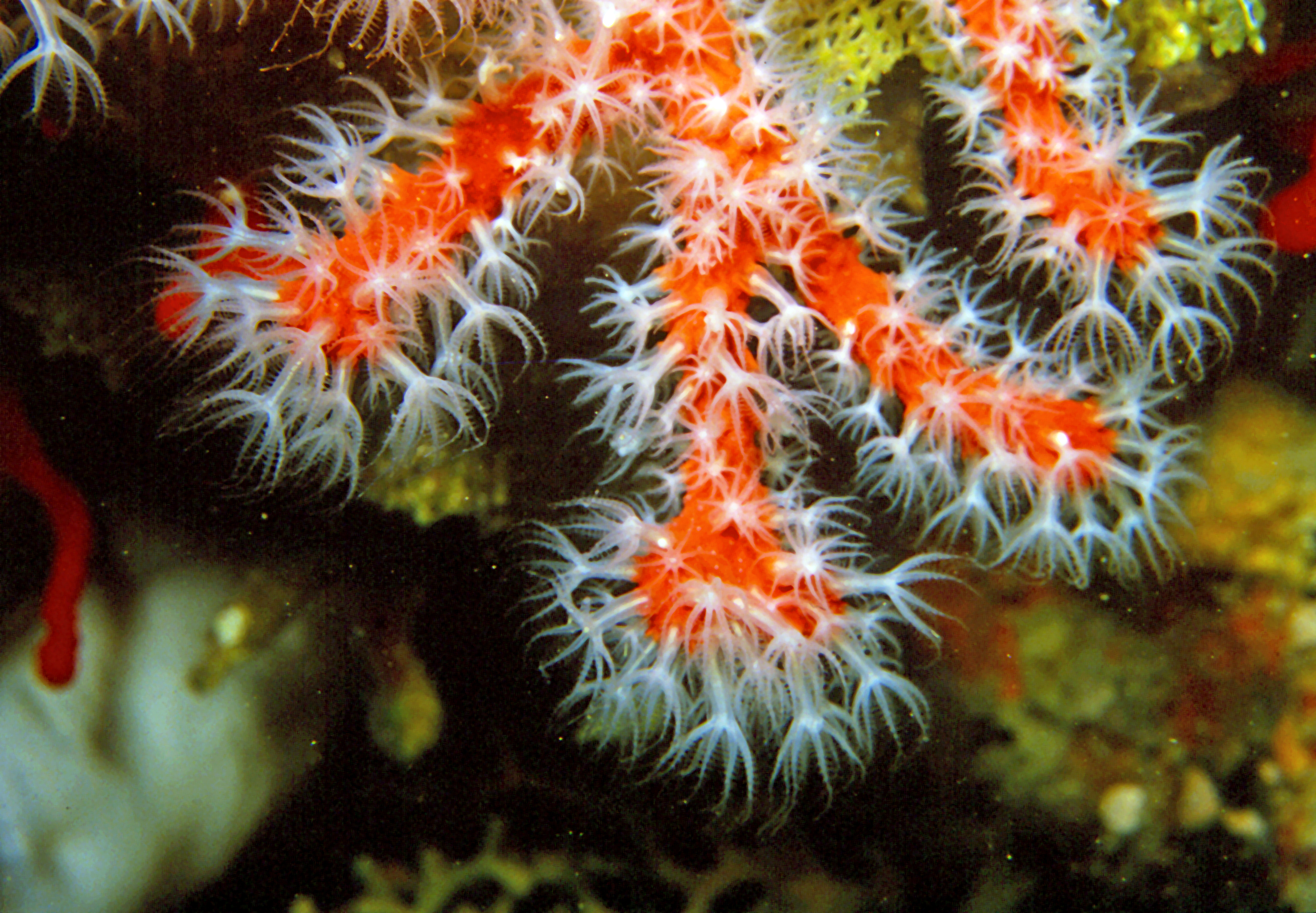
Corallium rubrum, un Coralliidae.
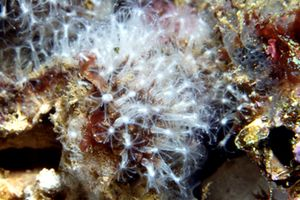
Cornularia cornucopiae, un Cornulariidae.
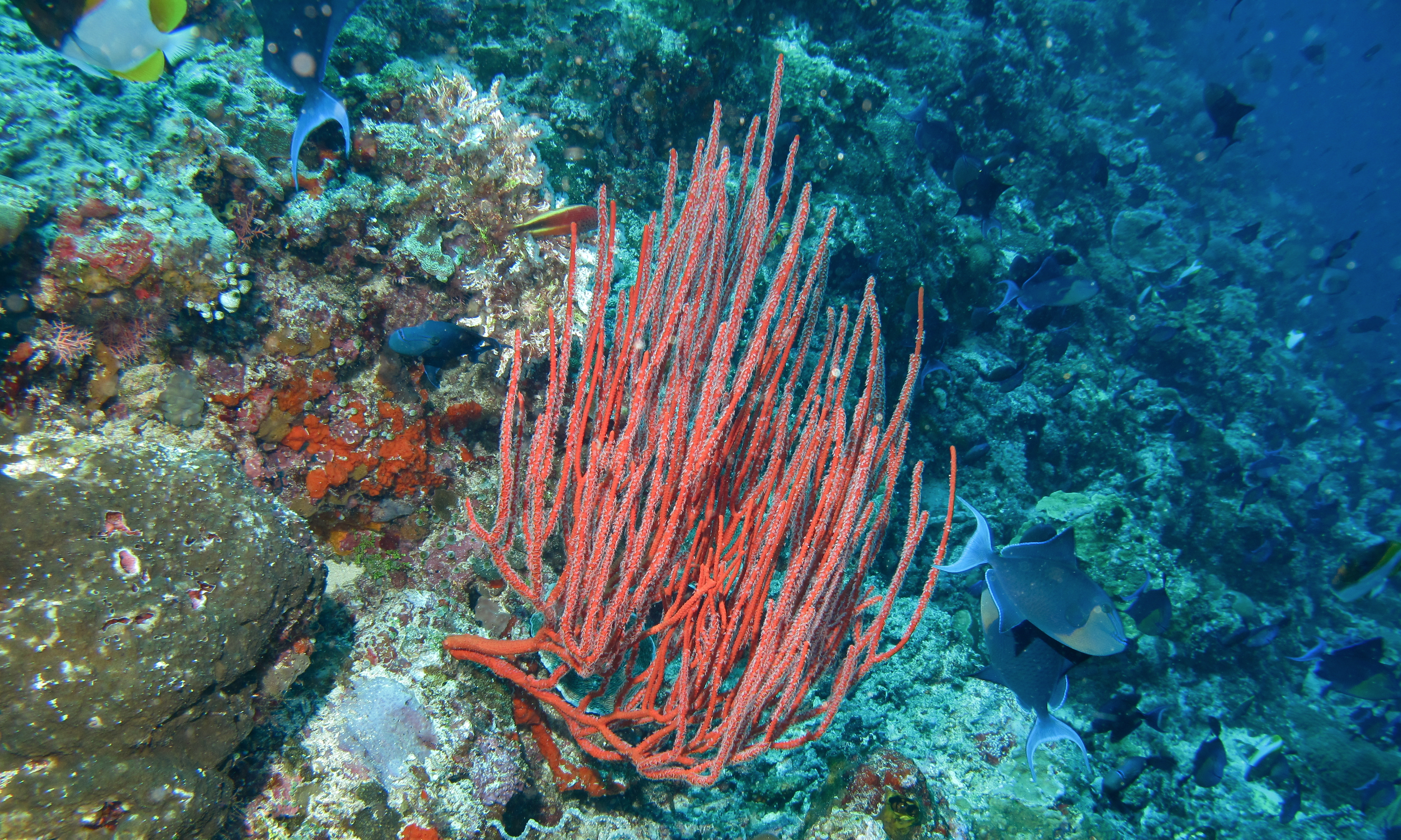
Ellisella sp., un Ellisellidae.
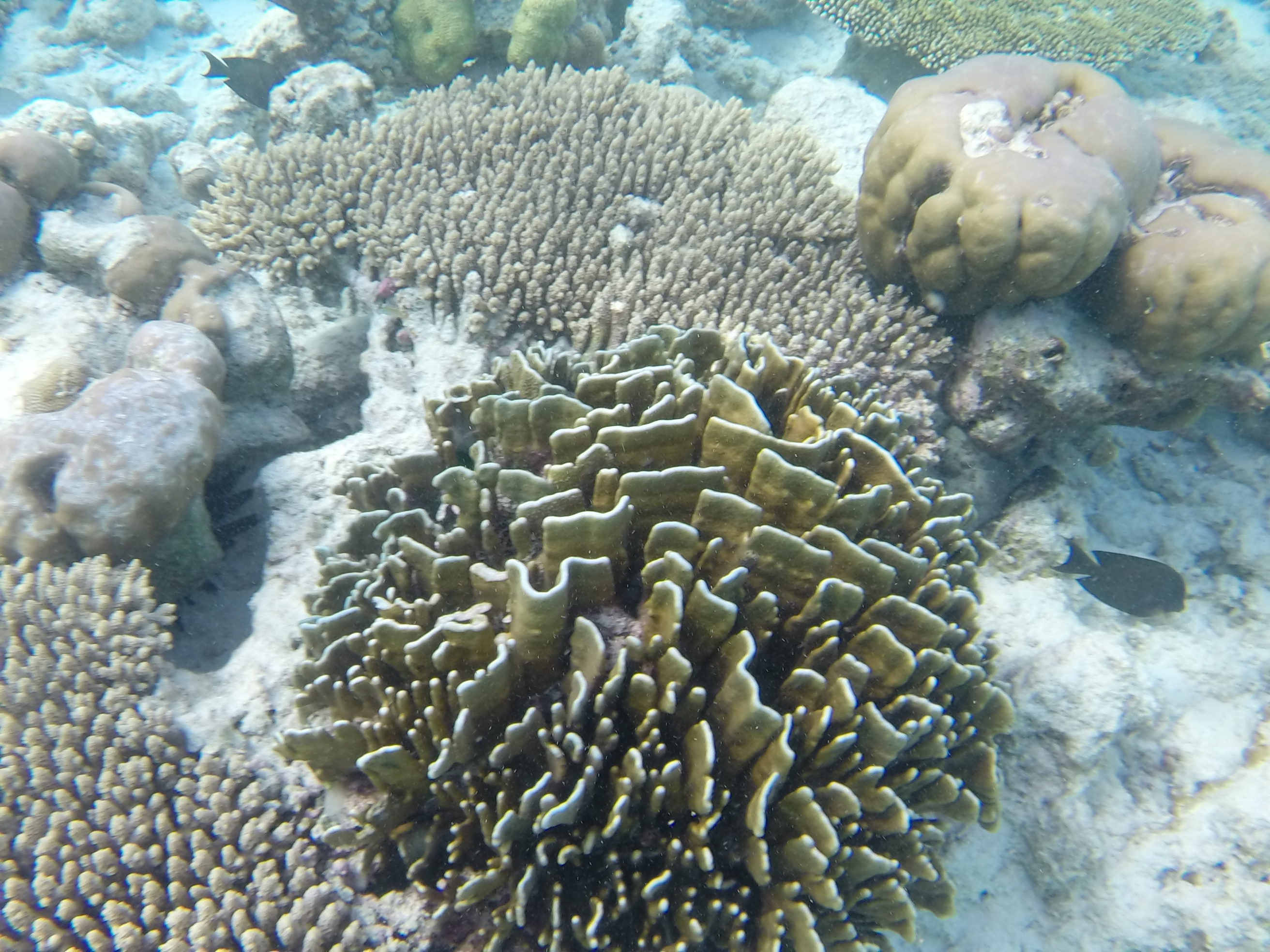
Heliopora coerulea, un Helioporidae.
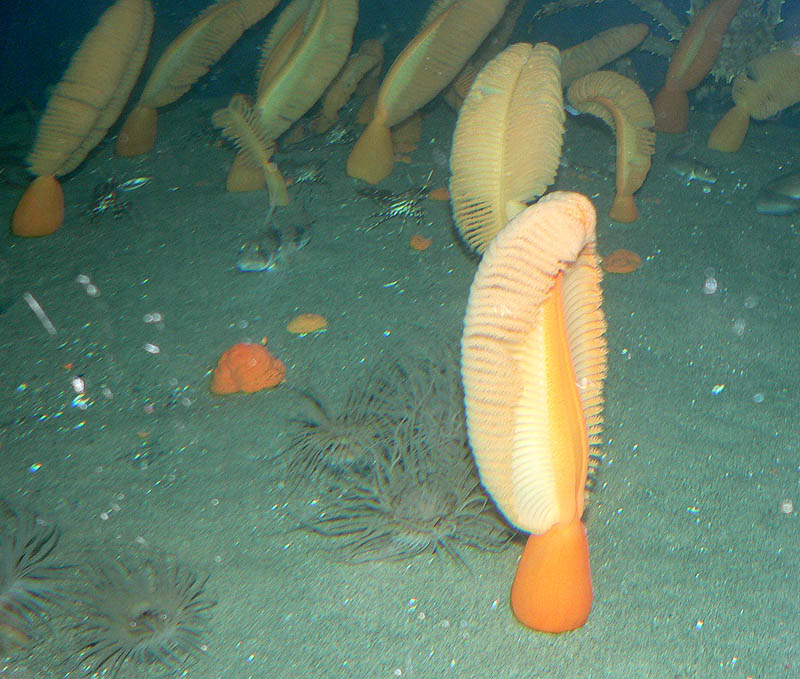
Ptilosarcus gurneyi, une Pennatulidae.
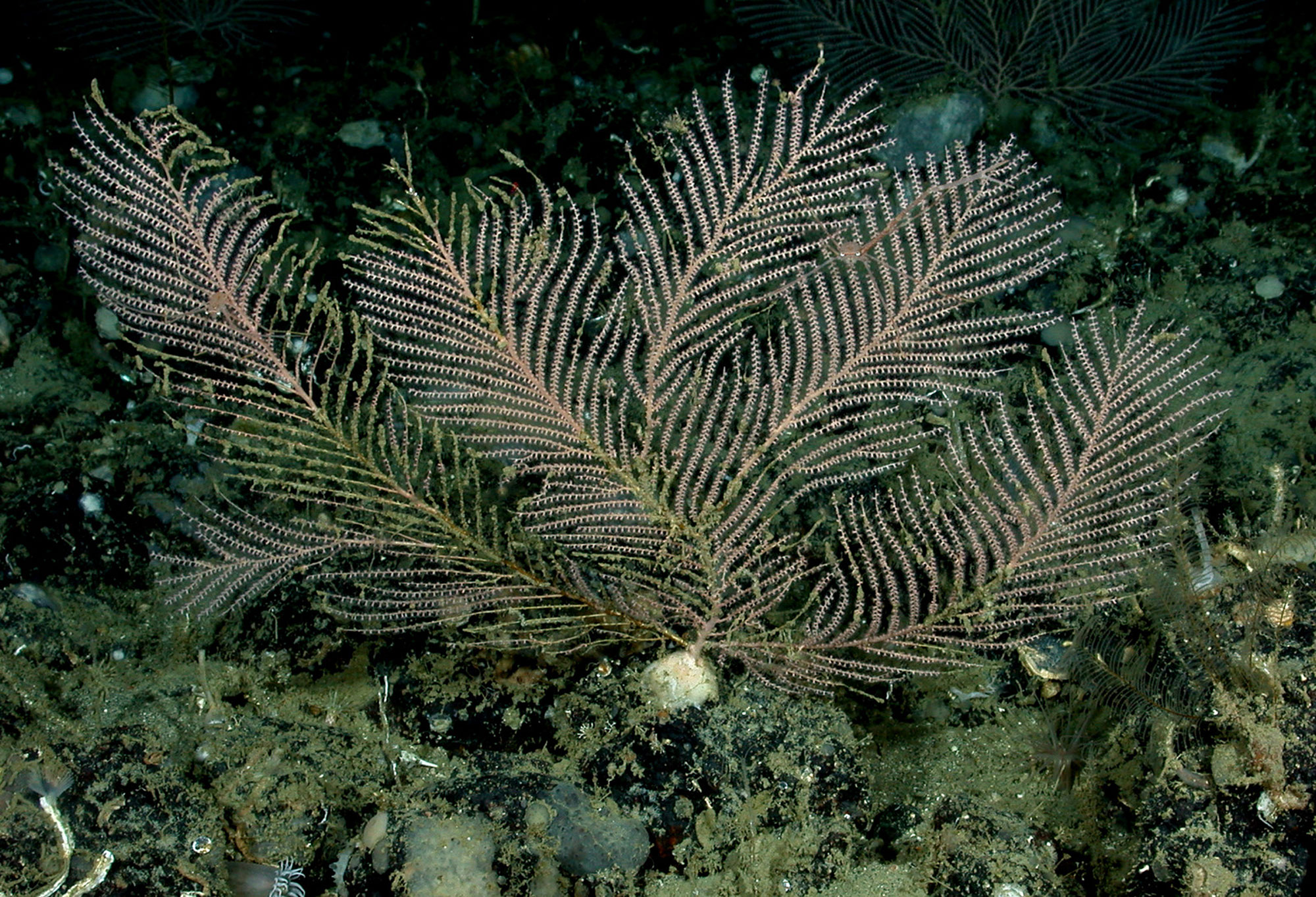
Plumarella pellucida, un Primnoidae.

## Systématique
Le nom valide complet (avec auteur) de ce taxon est Scleralcyonacea McFadden (d), van Ofwegen (d) & Quattrini (d), 2022,. Sa famille type est Cornulariidae Dana, 1846.
Scleralcyonacea a pour synonyme :
- Calcaxonia Grasshoff, 1999

## Publication originale
- (en) Catherine S. McFadden, Leen P. van Ofwegen et Andrea M. Quattrini, « Revisionary systematics of Octocorallia (Cnidaria: Anthozoa) guided by phylogenomics », Bulletin of the Society of Systematic Biologists, États-Unis, vol. 1, no 3 (8735),‎ 14 octobre 2022, p. 1-79 (e-ISSN 2768-0819, DOI 10.18061/bssb.v1i3.8735, lire en ligne, consulté le 21 février 2024).